# Pseudechis porphyriacus
Pseudechis porphyriacus (SHAW, 1794) o serpente nero dal ventre rosso o (meno comunemente) serpente nero gonfiato rosso è una specie di serpente velenoso della famiglia Elapidae endemica dell’Australia.

## Descrizione
Il dorso di questo serpente è viola-nero e gli permette di confondersi tra le ombre del sottobosco.
Quando viene disturbato non solo arretra e soffia, ma cerca di apparire ancora più minaccioso alzando la testa e gonfiando il collo, come un cobra.
Ha una vista acuta da vicino, sia sulla terra che in acqua, per calcolare la distanza quando attacca.
Come tutti i serpenti la lingua è biforcuta e il serpente la usa per seguire la preda, "assaggiando" l'aria in cerca di odori.
Questo serpente in media misura 1,2 - 1,5 m, raramente arriva però a misurare i 2,5 m.

### Dieta
Questo serpente si nutre principalmente di roditori, altri serpenti, lucertole, rane, pesci e uccelli. Il serpente nero dal ventre rosso è cannibale, infatti gli esemplari adulti spesso mangiano i loro simili più giovani.
Quando caccia in acqua il suo metabolismo rallenta e può rimanere immerso per anche un'ora.

### Durata della vita
Può vivere fino a circa 20 anni.

## Distribuzione ed habitat
Il serpente nero gonfiato rosso è diffuso nell'Australia orientale (Queensland, Nuovo Galles del Sud, Victoria ed Australia Meridionale).
Preferisce ambienti umidi, come paludi, fiumi e foreste pluviali temperate.

## Veleno
Il veleno contiene neurotossine e anti-coagulanti; la vittima può anche perdere il senso dell’olfatto. Non sono mai stati registrati casi di morte a causa del suo morso, per questo è considerato un serpente tra i meno pericolosi tra gli Elapidae australiani.

## Riproduzione
A differenza del resto del genere Pseudechis  non è oviparo, ma viviparo.
La femmina partorisce tra i 5 e i 40 piccoli l'anno, che nascono all'interno di sacche trasparenti da cui emergono poche ore dopo il parto.